# Atletismo nos Jogos Pan-Americanos de 1979 - Maratona masculina
A prova da maratona masculina nos Jogos Pan-Americanos de 1979 foi realizada em San Juan, Porto Rico.

## Medalhistas
| Ouro                      | Prata                     | Bronze                     |
| Radamés González CUB Cuba | Luis Barbosa COL Colômbia | Richard Hughson CAN Canadá |

## Resultados
| Posição           | Nome             | Nacionalidade      | Tempo   | Notas |
| ----------------- | ---------------- | ------------------ | ------- | ----- |
| Medalha de ouro   | Radamés González | CUB Cuba           | 2:24:09 |       |
| Medalha de prata  | Luis Barbosa     | COL Colômbia       | 2:24:44 |       |
| Medalha de bronze | Richard Hughson  | CAN Canadá         | 2:25:34 |       |
| 4                 | Héctor Rodríguez | COL Colômbia       | 2:25:51 |       |
| 5                 | Edmundo Warnke   | CHI Chile          | 2:26:14 |       |
| 6                 | Tom Fleming      | USA Estados Unidos | 2:28:06 |       |
| 7                 | Tom Howard       | CAN Canadá         | 2:28:50 |       |
| 8                 | Francisco Vargas | PUR Porto Rico     | 2:29:11 |       |